# Michelle Fairley
Michelle Fairley (ur. w lipcu 1963 w Coleraine) – brytyjska i północnoirlandzka aktorka teatralna i filmowa.

## Życiorys
Jej kariera aktorska przez wiele lat pozostawała związana głównie z brytyjskimi (głównie londyńskimi) teatrami. Pierwszym większym występem była rola Sandry w sztuce Joyriders wystawianej w 1986 w Tricycle Theatre. Grała m.in. w Oleannie (1993), Loyal Women (2003), Scenes From The Big Picture (2003), Ashes To Ashes (2004), Dzikiej kaczce (2006) i innych. W przedstawieniu The Wier występowała w 1999 na Broadwayu. Za rolę Amelii w wystawianej w Donmar Warehouse w 2007 adaptacji Otella była nominowana do nagrody Laurence Olivier Award.
W 1989 debiutowała jako aktorka filmowa w Hidden City. Przez wiele lat grywała głównie niewielkie role w serialach telewizyjnych i niskobudżetowych produkcjach. W 2001 pojawiła się w Innych u boku Nicole Kidman. W 2010 zagrała matkę Hermiony Granger w jednym z filmów o przygodach Harry’ego Pottera. W 2011 otrzymała swoją najbardziej zauważalną rolę filmową – wcieliła się w postać Catelyn Stark w produkowanej przez HBO Grze o tron.

## Filmografia
- 1988: Hidden City
- 1990: Hidden Agenda
- 1998: Córka żołnierza nie płacze
- 1998: W stronę Marrakeszu
- 2000: The Second Death
- 2001: Inni
- 2009: Best: His Mother’s Son
- 2009: Wyklęci (serial TV)
- 2010: Anton Chekhov's The Duel
- 2010: Harry Potter i Insygnia Śmierci: Część I
- 2011: Gra o tron (serial TV)
- 2017: Biała księżniczka (miniserial)
- 2022: Nikt nie musi wiedzieć
- 2023: Królowa Charlotta: Opowieść ze świata Bridgertonów (miniserial)[4]